# アリシア・デブナム＝ケアリー
アリシア・デブナム＝ケアリー（Alycia Jasmin Debnam-Carey、1993年7月20日-）は、オーストラリアの女優。

## 経歴
オーストラリアのシドニーで生まれる。2011年にシドニーにある芸術系の高校を卒業。オーケストラのパーカッションを10年あまり習う。
2003年にオーストラリア映画『Martha's New Coat』に出演して以降、短編映画やテレビドラマの出演を重ね、高校卒業後、18歳の頃にアメリカ合衆国カリフォルニアに向かう。2014年にパニック映画『イントゥ・ザ・ストーム』で米製作の映画に初出演を飾る。さらに同年、ホラー映画『悪魔が棲む家666』やテレビドラマ『ハンドレッド』にも出演を果たした。2015年にはテレビドラマ『フィアー・ザ・ウォーキング・デッド』で、メインキャストのアリシア・クラーク役に配役される。

## フィルモグラフィー

### 映画
| 年     | 題                                          | 役                 | 備考 |
| ------ | ------------------------------------------- | ------------------ | ---- |
| 2014年 | イントゥ・ザ・ストーム Into the Storm       | ケイトリン         |      |
| 2014年 | 悪魔が棲む家666 The Devil's Hand            | メアリー           |      |
| 2016年 | デッド・フレンド・リクエスト Friend Request | ローラ・ウッドソン |      |

### テレビドラマ
| 年        | 題                                                       | 役                 | 備考                                           |
| --------- | -------------------------------------------------------- | ------------------ | ---------------------------------------------- |
| 2014–16   | ハンドレッド (テレビドラマ) The 100                      | レクサ             |                                                |
| 2015–2022 | フィアー・ザ・ウォーキング・デッド Fear the Walking Dead | アリシア・クラーク | シーズン1-：メイン・キャスト 1話の監督も務める |
| 2023      | 赤の大地と失われた花 The Lost Flowers of Alice Hart      | アリス・ハート     |                                                |